# Macrosiphum nasonovi
Macrosiphum nasonovi är en insektsart. Macrosiphum nasonovi ingår i släktet Macrosiphum och familjen långrörsbladlöss. Enligt den finländska rödlistan är arten nära hotad i Finland. Artens livsmiljö är tallmossar. Inga underarter finns listade i Catalogue of Life.